# Charles Gide
Charles Gide (Uzès, 1847 – Parigi, 1932) è stato un economista francese, sostenitore durante il primo terzo del XX secolo della filosofia cooperativa, che comprendeva sia le cooperative agricole che quelle di consumo, e leader storico del movimento cooperativo francese. Fu il teorico dell'economia sociale, fondatore della Scuola di Nîmes e membro della "Lega dei Diritti Umani" e della "Lega per l'Elevazione della Moralità Pubblica".  Il suo libro, Consumers' Co-operative Societies, che fu pubblicato per la prima volta in francese nel 1904 e in inglese nel 1921, è un classico dell'economia cooperativa, nella tradizione del federalismo cooperativo.
Fu professore ordinario al Collège de France dal 1921 al 1930. Professore a Bordeaux, Montpellier e Parigi, fu divulgatore delle teorie del celebre economista Henry George e collaborò con Otto Effertz, un economista tedesco. Suo nipote fu il famoso poeta André Gide.
Tra le sue opere si ricordano "Principi di economia politica" (1884) e "Storia delle dottrine economiche" (1909).

## Biografia
Charles Gide nacque in una famiglia protestante. Suo padre, Tancrède Gide, era un magistrato e sua madre, Anna Granier, era imparentata con la borghesia uzezia. Sposò una donna svizzera, Anna Im Thurn, la cui famiglia possedeva il Domaine des Sources a Bellegarde. Erede del socialismo associazionista francese, Dreyfusard, animatore delle Università Popolari, teorico del solidarismo, propagandista dell'associazione e della cooperazione, ecc.
Nel 1872, Charles Gide difese la sua tesi di dottorato in diritto sul "diritto di associazione in materia religiosa" davanti alla Facoltà di Giurisprudenza dell'Università di Parigi, su una questione di attualità, essendo le associazioni religiose vietate dal 1792, i lavori preparatori per quella che sarebbe diventata la legge sulle associazioni del 1901 erano già iniziati.

## Carriera
Charles Gide fu professore di economia sociale a Bordeaux, dove tenne un corso sul diritto delle associazioni e sul diritto di riunione. Era favorevole all'abbandono dell'articolo 291 del codice penale, che limitava i diritti delle chiese libere e delle congregazioni cattoliche, e pubblicò un testo su questo tema nel 1878. In seguito diventò professore di economia politica presso la Facoltà di Giurisprudenza di Montpellier e presso le scuole HEI-HEP.
Dal 1880 in poi scrisse testi economici in cui criticava le innovazioni teoriche di William Jevons e Léon Walras, esponeva i primi elementi di una posizione che lo avrebbe portato ad opporsi agli economisti liberali francesi e infine affrontava i temi dell'economia sociale.

### I "Principi di economia politica"
Pubblicò i "Principi di economia politica", un libro di testo attraverso il quale generazioni di studenti francesi entrarono in contatto con l'economia politica e che fu a suo tempo un vero e proprio fenomeno editoriale con 26 edizioni pubblicate in Francia dal 1884 al 1931, 19 traduzioni in lingue straniere e una in Braille. Sebbene non sia stato ripubblicato in Francia dopo la morte dell'autore, all'estero invece ci fu una ristampa in persiano nel 1968 e in inglese, negli Stati Uniti, nel 1970.
Si trovava nel 1885 a Nîmes con Auguste Fabre (nato a Uzès nel 1839, morto nel 1922, cofondatore della Scuola di Nîmes, figlio di un pastore fourierista, meccanico a Nîmes, andò ad assistere Jean-Baptiste André Godin presso la famiglia di Guisa) che lo introdusse al pensiero di Charles Fourier. Frequentò l'"Abeille" di Édouard de Boyve (una potente cooperativa che assorbì varie cooperative come la "Solidarnosc" e il "Rinascimento") e altre associazioni di Nîmes, tra cui quella del pastore Charles Babut, "l'Associazione dei Giovani Amici della Pace", che divenne "Pace attraverso il Diritto". Da quel momento in poi, si convinse dell'importanza della cooperazione. Fin dall'inizio fu membro dell'"Associazione protestante per lo studio pratico delle questioni sociali", di cui fu vicepresidente e parlò spesso ai convegni annuali. Mise poi in pratica le sue teorie e teorizzò la sua pratica.

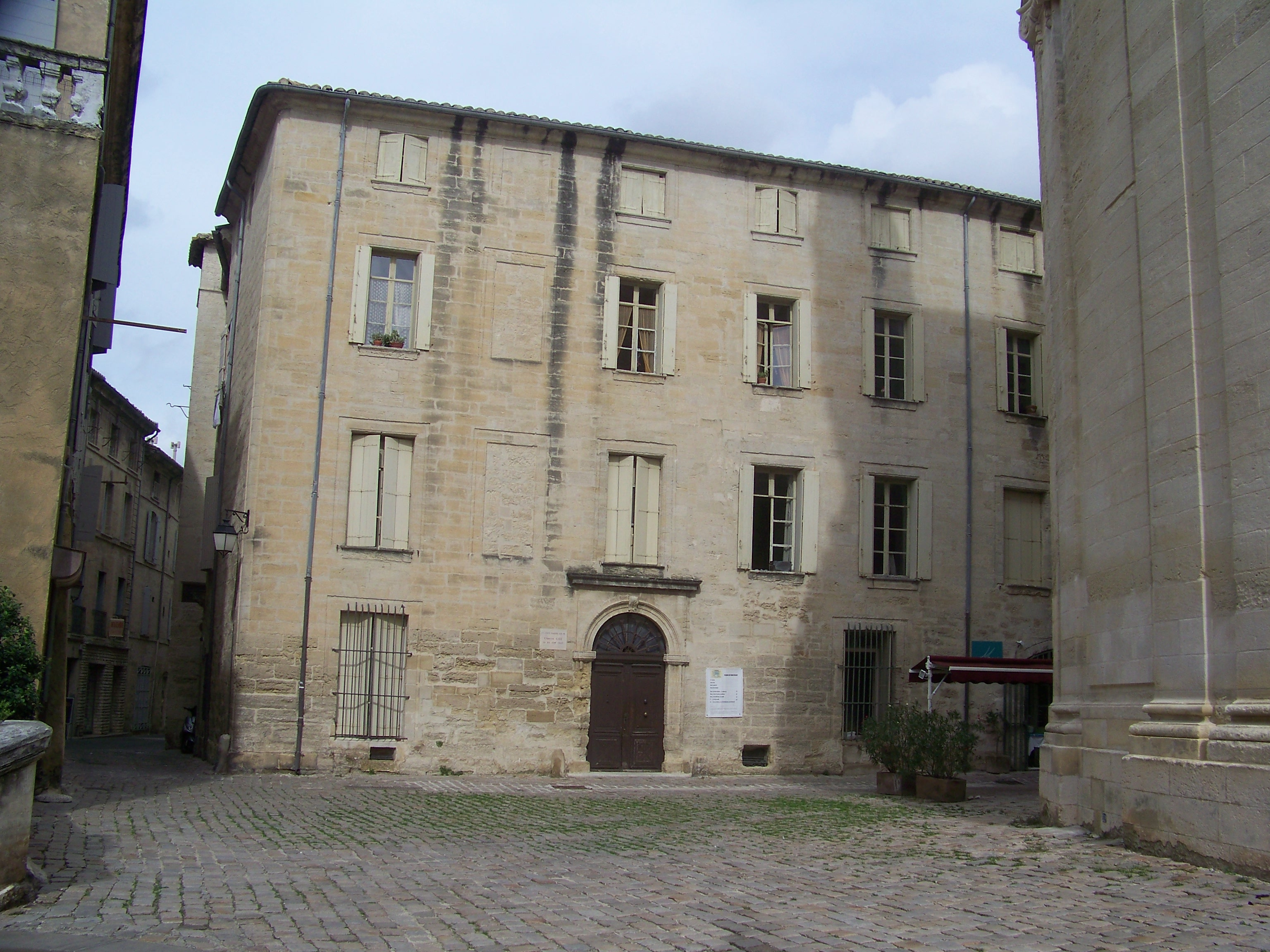
La casa di Charles Gide a Uzès

Gide fu attivo nel movimento sociale protestante insieme a Jules Siegfried (1837-1922), Édouard Gruner (1849-1933), Henri Monod (1843-1911) e Pierre-Paul Guieysse (1841-1914). E fu coinvolto nella politica progressista in Francia, sostenendo dopo l'affare Dreyfus l'Union pour la Verité creata dal filosofo Paul Desjardins e la filosofia dell'université populaire. Promosse l'istituzione di una "Scuola di Alti Studi Sociali" (École supérieure de sciences sociales) (1899). Inoltre, fece parte della prima facoltà dell'École supérieure de journalisme de Paris.  Insieme alla Scuola di Studi Sociali, venne fondata nel 1899 come una delle tre grandes écoles che si sono sviluppate dal Collège libre de science sociales iniziato nel 1895.

### Sostenitore del movimento cooperativo
Nel 1886, Charles Gide si unì al movimento cooperativo che si stava riorganizzando in Francia. Le diede una dottrina - quella della "Scuola di Nîmes" - che fu rapidamente condannata dai liberali che la vedevano come una pericolosa deriva socialista e guardata con sospetto dai socialisti che la consideravano troppo "borghese". Una dottrina che presentò al 2º congresso cooperativo di Lione. Nel 1886 fondò la Revue d'économie politique.
Per Charles Gide, il principale fondatore della scuola sull'economia sociale fu Édouard de Boyve (1840-1923). Il tipografo Claude Gignoux (1870-1931) stampò per cinquant'anni il giornale L'Émancipation, considerato l'organo dell'École de Nîmes. Charles Gide vi scrisse 840 articoli, dal 1886, Ni révoltés, ni satisfied, al 1931, A Visit to Gandhi. Dimostrò costantemente lo sforzo di tutta una corrente di pensiero per individuare, tra il liberalismo sfrenato e l'onnipotenza dello Stato, un percorso che permettesse alla società di svilupparsi e fosse al tempo stesso economicamente efficiente, morale e rispettoso della libertà individuale: la solidarietà è il principio, la cooperazione e l'associazione sono i mezzi.
Si interessò al fenomeno dell'associazionismo in Francia e all'estero, in particolare in occasione dell'Esposizione dell'Economia Sociale del 1889 e per il Padiglione dell'Economia Sociale all'Esposizione Universale del 1900, e scrisse la relazione generale sull'economia sociale. Nel suo rapporto del 1889, presentò il suo programma di cooperazione economica: combinare capitale e lavoro; fare dell'operaio il padrone del frutto del suo lavoro. In tre fasi: 1/ raggruppare le aziende, fondare grandi negozi all'ingrosso ed effettuare acquisti su larga scala; 2/ utilizzare il capitale raccolto per produrre tutto ciò che è necessario per i bisogni delle società; 3/ acquisire tenute agricole, produrre vino, grano, bestiame, frutta e verdura. Si interessò anche a progetti di riforma, come l'Alliance d'Hygiène Sociale creata nel 1905.
Tenne corsi autorevoli alla Facoltà di Giurisprudenza di Parigi e al Collège de France, dal 1923 al 1928. Fervente sostenitore del sionismo e del Keren Kayemeth, fece un viaggio nella Palestina mandataria nel 1925 per tenere un discorso all'inaugurazione dell'Università Ebraica di Gerusalemme.

### Morte
Morì il 12 marzo 1932 all'età di 85 anni nella sua casa al 2 di Rue Decamps nel 16° arrondissement di Parigi; fu sepolto nel cimitero protestante di Nîmes.

## Opere
- Charles Gide, Écrits 1869–1886 (Charles Gide – Writings 1869–1886), Editions Harmattan/Comitato per l'edizione delle opere di Charles Gide, Parigi, 1999
- Principes d'economie politique, (1883) ISBN 978-1-4123-5251-2; tradotto in inglese come Principles of Political Economy (1924); 26a ed., Parigi, Librairie du Recueil Sirey, 1931
- Économie sociale. Les institutions du progrès social au début du XXe siècle. Parigi, Larose, 1905.
- Coopération et économie sociale 1886-1904, 1905. Patrice Devillers. éd. L'Harmattan v. 4 2001
- Charles Gide, Letteratura economica in Francia all'inizio del XX secolo, The Economic Journal, vol. 17, n. 66, giugno 190), pp. 192–212.
- Cours d'economie politique (1909); Paris, Librairie de la Société du Recueil Sirey, 5e édition
- Les Sociétés Cooperatives de Consomption, 1904 tradotto in inglese come Consumers' Co-operative Societies, 1921.
- Una storia delle dottrine economiche dal tempo dei fisiocratici ai giorni nostri, con Charles Rist; tr. R. Richards. Londra, George P. Harrap, 191).
- Les Colonies Communistes et Coopératives (1928, tradotto in inglese come Communist and Co-operative Colonies nel 1930).